# Edward Liveing

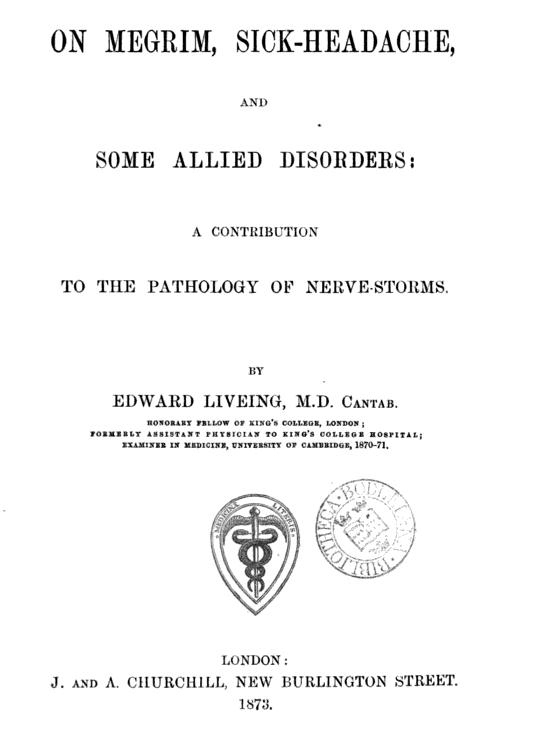
Pierwsza strona monografii Liveinga

Edward Liveing (ur. w 1832 w Nayland, Suffolk – zm. 2 kwietnia 1919) – angielski lekarz.
Był drugim synem chirurga Edwarda Liveinga. Studiował w londyńskim King’s College. Następnie odbył studia w Gonville and Caius College na Uniwersytecie Cambridge, który ukończył w 1858 roku. W życiu zawodowym związany z King’s College Hospital. W 1870 uzyskał tytuł doktora medycyny w Cambridge. W 1886 roku otrzymał posadę Assistant Registrar w College of Physicians, którą zajmował przez 20 lat. Przeszedł na emeryturę w 1909 roku. Jego jedyną publikacją była książka O migrenie, przyczynek do badań sztormu nerwów, jedna z najbardziej znanych książek o migrenie tego czasu. Jego bratem był Robert Liveing i G. F. Liveing.